# Hartritmestoornis
Een hartritmestoornis of kortweg ritmestoornis kan op verschillende stoornissen van de hartslag duiden. De klinische betekenis van een ritmestoornis kan uiteenlopen van volkomen onschuldig (bijvoorbeeld het af en toe 'overslaan' van een hartslag, wat ieder mens weleens heeft, extrasystole genoemd) tot het binnen enkele minuten overlijden (bijvoorbeeld bij ventrikelfibrilleren, waarbij de pompwerking van het hart door de stoornis geheel is opgeheven).
Wanneer het hart te snel slaat (> 100 slagen per minuut) spreekt men van tachycardie. Wanneer het minder dan 60 slagen per minuut slaat is er sprake van bradycardie. De hartslagfrequentie kan ook normaal zijn, maar het hartritme onregelmatig. Een voorbeeld hiervan is het - meestal onschuldige - overslaan van het hart, de extrasystole.

## Verloop van het normale hartritme
Bij normaal functioneren ontstaat in de sinusknoop, een klein groepje gespecialiseerde spiercellen in de rechterhartboezem, ongeveer eenmaal per seconde spontaan een impuls die de omliggende hartspiercellen doet samentrekken. Hierdoor worden naastliggende spiercellen weer geactiveerd en zo breidt het depolarisatiefront van samentrekkende spiercellen zich over de beide hartboezems uit. Doordat een geactiveerde spiercel na het samentrekken een deel van een seconde niet meer prikkelbaar is (refractaire periode) stopt het activatiefront wanneer het tegen niet-reagerend weefsel aan komt. Deze grens wordt in het normale hart gevormd door het bindweefselschot tussen boezems en kamers. In dit isolerende schot zit één geleidend 'gaatje' waar de impuls wel door kan, naar de spiercellen van de kamers toe.
Dit is de atrioventriculaire knoop (AV-knoop). De AV-knoop fungeert als een vertragingsstation. De depolarisatie komt hier langzamer doorheen waardoor het bloed circa 0,1 seconde de tijd krijgt om van de boezems naar de kamers te worden verplaatst. De AV-knoop bevindt zich midden in het hart, op de plaats waar het boezemtussenschot, het kamertussenschot en het septum tussen boezems en kamers, het vlak waarin zich de hartkleppen bevinden, samenkomen. Vanuit de AV-knoop gaat de depolarisatie dan verder in het gespierde septum tussen de kamers en daar vanuit over de wanden van het hart tot de depolarisatiegolf van de kamers uiteindelijk weer in het bindweefsel tussen kamers en boezems uitdooft.

## Diagnostiek

Ecg van één hartslag
Bij een hartritmestoornis treden er afwijkingen in deze grafiek op.

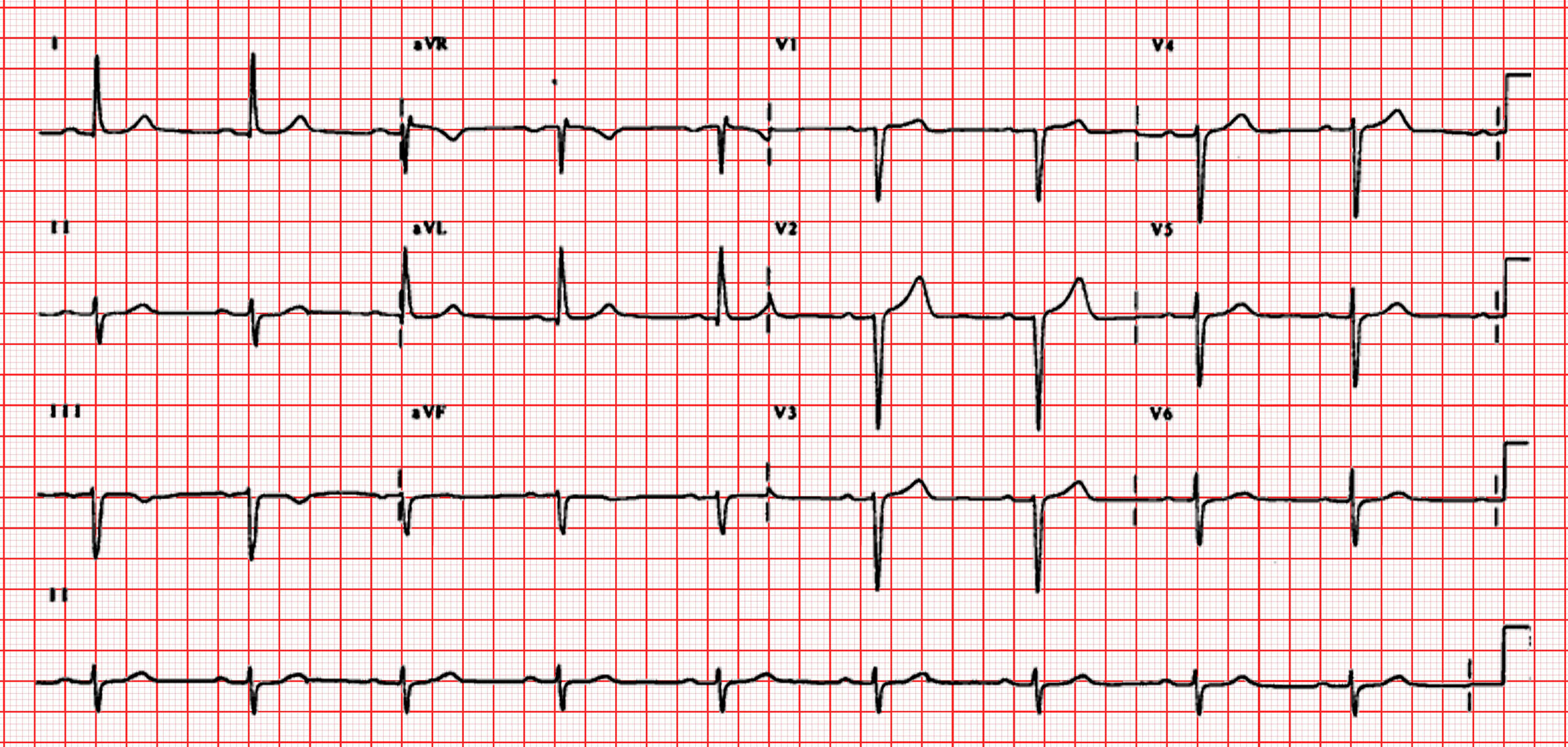
Een ecg is het resultaat van een meting met een cardiograaf.

Vrijwel alle gevallen van ritmestoornissen kunnen door middel van het ecg worden vastgesteld. Het is alleen vaak (bij ritmestoornissen die maar af en toe optreden) het probleem om een ecg te maken op het moment dat de patiënt de klachten heeft. Komen de klachten vrijwel dagelijks voor dan is het vaak mogelijk een holter-ecg te maken: de patiënt draagt 1 tot 3 dagen een kastje ter grootte van een MP3 speler mee dat de hartslag permanent controleert en stoornissen opslaat in een computergeheugen. Bij een aandoening die maar een keer per week of nog minder vaak optreedt wordt dit natuurlijk steeds lastiger. Soms moet, om met zekerheid bepaalde aandoeningen te kunnen onderscheiden, van binnenuit het hart een ecg worden afgeleid (elektrofysiologisch onderzoek), waarvoor de patiënt kortdurend moet worden opgenomen.
Tevens is er de mogelijkheid om permanent een ecg-monitor te dragen, de zogenaamde Implantable loop recorder (ILR): een implanteerbare hartritmemonitor. Deze wordt bij de patiënt ingebracht onder de huid, tussen de 2e en 3e rib, vlak onder het sleutelbeen. Het voordeel van een ILR is dat hij continu het hartritme controleert en eventuele bijzonderheden registreert. De ILR kan ook door de patiënt zelf op het moment worden geactiveerd dat hij of zij klachten voelt. Afhankelijk van de instellingen is het geheugen na 3 of 4 metingen van een stoornis vol en moet dan in het ziekenhuis worden uitgelezen.

## Behandeling
De behandeling van een hartritmestoornis kan op verschillende manieren, met geneesmiddel, door middel van een pacemaker of een ICD, die het hart stuurt en dicht bij het hart in het lichaam wordt aangebracht, of door middel van een medische ingreep. De behandeling is afhankelijk van de stoornis. In acute gevallen is een van de mogelijkheden de patiënt een elektrische schok toe te dienen, dat is defibrillatie.

## Soorten ritmes

### Normale ritmes
Sinusaritmie
Bij inademing is de druk in de ribbenkast of thorax wat lager dan bij uitademing, waardoor het hart wat meer bloed zal aanzuigen, respectievelijk wegpompen bij in- en uitademen. Dit gaat met een zekere geringe variatie gepaard in de spontane hartfrequentie samenhangend met de ademhaling die vooral bij kinderen en jonge mensen goed is waar te nemen. Bij inademing (inspiratie) zal de hartfrequentie toenemen, bij uitademing (expiratie) dalen. Dit is normaal.
Inspanningstachycardie
Bij grote inspanning vergt het lichaam meer zuurstof. Het gezonde hart kan het bloed dan vijf tot zeven keer sneller pompen dan in rust. Dit gebeurt zowel door vergroting van het slagvolume als door het opvoeren van de slagfrequentie. Ook dit is normaal. Een veelgebruikte formule voor de schatting van de maximale hartfrequentie, in aantal hartslagen per minuut, behorend bij de leeftijd is:
Fmax = 220 - leeftijd in jaren
Een betere formule, vooral bij mensen van hogere leeftijd, is de formule van Tanaka:
Fmax = 208 − 0,7 × leeftijd in jaren
Adrenalinetachycardie
Bij angst en stress maakt het lichaam een aantal hormonen, waaronder adrenaline en noradrenaline, versterkt aan. Beide stimuleren de hartfrequentie sterk, dit is normaal.
Sportersbradycardie
Sterk getrainde duursporters, zoals wielrenners, hebben een zo sterk en groot hart dat het per minuut veel minder vaak hoeft te slaan om toch genoeg bloed te pompen. Circa 40 hartslagen per minuut is voor een beroepswielrenner in rust niet uitzonderlijk. Meestal is dit normaal, maar toch is het niet altijd geheel onschuldig.
Extrasystole
Het overslaan van een hartslag gevolgd door een extra krachtige hartslag. In de meeste gevallen komt dit af en toe ook voor bij gezonde personen, vooral na inspanning. Wanneer het regelmatig voorkomt, mag meestal van een stoornis gesproken worden.

### Abnormale ritmes / Geleidingsstoornissen

#### Prikkel
Sinusbradycardie
Het hart klopt te langzaam omdat de sinusknoop niet vaak genoeg een prikkel maakt.
Sinusblok
Het hart klopt te langzaam omdat niet iedere slag die in de sinusknoop wordt geïnitieerd doorkomt naar het omliggende weefsel. Bij deze twee situaties kan het soms nodig zijn een kunstmatige pacemaker te plaatsen, een apparaatje dat meet hoe vaak het hart klopt en als het te langzaam gaat zelf een slag initieert door de hartspier een kleine elektrische prikkel te geven.
Tachycardie
Het hart klopt te snel doordat de sinusknoop te actief is. Dit is vaak normaal (bij angst, spanning, of inspanning) maar soms het gevolg van bijvoorbeeld een te actieve schildklier. De te snelle hartslag is goed medicamenteus te beïnvloeden maar behandeling van een eventuele onderliggende oorzaak verdient natuurlijk de voorkeur. (hyperthyreoïdie, paniekstoornis, koorts, bloedarmoede, sommige geneesmiddelen)
Supraventriculaire tachycardie
Supraventriculaire tachycardieën (SVT) is een verzamelnaam voor ritmestoornissen met een snel ritme waarvan de oorzaak in de boezems of in de AV-knoop ligt. Voorbeelden zijn boezemfibrilleren, boezemflutter, en AV-nodale tachycardie, zie verderop.
Ectopische prikkeling
Hierbij zijn er gebiedjes in het hart op een andere plaats dan de sinusknoop die zelf hartslagen initiëren. Die gebiedjes kunnen in de boezemwand, in de kamerwand of in de AV-knoop liggen.
Boezemextrasystolen
Bij een verder normaal ritme treedt er af en toe een extra slag op die niet binnen het ritme past en op het ecg een normale depolarisatie van de kamers laat zien. Boezemextrasystolen heten ook wel PAC's: premature atrial contraction.
Kamerextrasystolen
Als boven, maar het patroon van de depolarisatie op het ecg is verschillend van normale slagen. Een kamerextrasystole of PVC: premature ventricular contraction wordt vaak gevolgd door een langere pauze dan een normale slag, omdat de slag, die de boezem al had geïnitieerd, doodloopt in het kamerweefsel dat na de extra slag bij aankomst van de nieuwe impuls nog niet prikkelbaar is. De daarop volgende slag is duidelijker voelbaar omdat het hart beter gevuld is. De patiënt klaagt in het algemeen niet over extra slagen maar over 'overslaan' van het hart. Veel mensen hebben last van dit meestal volstrekt onschuldige verschijnsel; sommigen hebben het zeer vaak en velen zijn er zeer ongerust over. Nu leidt angst en ongerustheid tot een hogere afgifte van adrenaline en daardoor tot meer extrasystolen, en wordt het probleem dus versterkt. Ook het drinken van koffie en andere cafeïnehoudende dranken (thee, cola), vermoeidheid, een verkeerde lichaamshouding en het gebruik van bepaalde medicijnen kan verergering veroorzaken. Er bestaan weliswaar medicijnen waardoor het verschijnsel afneemt, maar in gecontroleerd wetenschappelijk onderzoek is aangetoond dat het niet verstandig is om die te geven omdat in de behandelde groep de sterfte hoger was dan in de niet behandelde.

#### Geleidingsstoornissen
AV-blok
Het signaal uit de boezems gaat de AV-knoop wel binnen maar komt er aan de kamerkant niet meteen, niet altijd, of helemaal niet meer uit. Een AV-blok bestaat dus in verschillende vormen: bij een eerstegraads AV-blok is alleen de tijdsduur waarin de impuls in de AV-knoop wordt opgehouden verlengd, bij een tweedegraads AV-blok wordt bijvoorbeeld alleen iedere tweede of 3e impuls doorgelaten, bij een Wenckebachblok, genoemd naar de Nederlandse arts Karel Frederik Wenckebach, wordt de tijd die de impuls in de AV-knoop doorbrengt steeds langer bij 2, 3 of meer opeenvolgende slagen waarna er uiteindelijk een slag niet meer doorkomt en de cyclus weer opnieuw begint, en bij een 3e-graads- of totaal AV-blok komt de impuls er helemaal niet meer door. Als in de kamer in dat laatste geval niet spontaan een pacemaker opstaat die een ontsnappingsritme, of escaperitme, opwekt is dit niet met het leven verenigbaar. Dat gebeurt gelukkig vrijwel altijd wel. Een dergelijk escaperitme is meestal erg traag, 10 tot 45 slagen per minuut. Als het niet overgaat is plaatsing van een kunstmatige pacemaker noodzakelijk.
Bundeltakblok
In het hartspierweefsel van het tussenschot (septum) wordt de depolarisatie-impuls in eerste instantie voortgeleid door een bundel van gespecialiseerd spierweefsel, de bundel van His die zich splitst in een linker- en een rechterbundeltak. Deze delen van de hartspier geleiden sneller dan het echte, 'werkende' spierweefsel. Als een van deze twee takken niet meer geleidt, is dit te zien aan de vorm van het ecg maar wordt op zich niet door de patiënt bemerkt omdat het hart wel gewoon doorklopt.
Intraventriculaire geleidingsstoornis
Bij deze geleidingsstoornis is de QRS-tijd meer dan 0,12s. Dit betekent dat de depolarisatiegolf van de hartkamers wat trager door het spierweefsel loopt. Dit kan bijvoorbeeld een gevolg zijn van verlittekening van de geleidingsbundels. Hier merkt de patiënt zelf niets van.
Chaotisch depolarisatiefront
Als het depolarisatiefront niet de normale weg volgt door het spierweefsel kunnen er situaties ontstaan waarbij de impuls op grillige paden rond blijft cirkelen door de hartspier. De spier kan dan niet meer gecoördineerd samentrekken en vervult geen effectieve pompfunctie meer.
Boezemfibrilleren
Ook voorkamerfibrilleren genoemd. Als het de boezem betreft is dit merkbaar door een snelle onregelmatige hartslag en een vermindering van de pompfunctie van ca. 20-30% waardoor de patiënt merkt eerder kortademig te worden. Deze stoornis komt veel voor, bij ongeveer 15% van de Nederlanders ouder dan 65 jaar. Soms is het mogelijk een normaal ritme te herstellen (dit heet cardioversie en kan chemisch of elektrisch gebeuren), soms moet het boezemfibrilleren worden geaccepteerd. Meestal is het bij boezemfibrilleren nodig om de hartfrequentie te vertragen. Hiervoor bestaat een groot aantal geneesmiddelen. Boezemfibrilleren is vooral een ouderdomsziekte, met het stijgen van de leeftijd neemt de kans op boezemfibrilleren sterk toe. Onder de 65 jaar heeft slechts 1 à 2% van de mensen boezemfibrilleren. Bij 80 jaar of ouder loopt de incidentie op tot circa 20%. De meest voorkomende oorzaken van boezemfibrilleren zijn hoge bloeddruk, disfunctie van een hartklep – en dan vooral mitraliskleplekkage – en een verminderde pompfunctie van het hart. Het onderliggende mechanisme berust in al deze gevallen waarschijnlijk op verwijding van de linker- dan wel rechterboezem. Ook andere cardiale of niet-cardiale oorzaken die leiden tot vergroting van de boezems zijn geassocieerd met boezemfibrilleren. Een enkele keer is sprake van een niet-cardiale oorzaak zoals hyperthyreoïdie. Overigens is vaak geen oorzaak te vinden.
Ventrikelfibrilleren
Bij ventrikelfibrilleren ontstaat dezelfde situatie in de kamerwand. Het hart pompt dan niet meer, de patiënt valt na enige seconden (< 10) bewusteloos neer en zal binnen enkele minuten (5-10 min.) overlijden. Er dient onmiddellijk met reanimatie te worden gestart. Ambulances hebben defibrillators aan boord waarmee een normaal ritme vaak kan worden hersteld. Echter, elke minuut vertraging in defibrillatie geeft een afname van 10% in overlevingskans. In geval van acute hartdood is ventrikelfibrillatie de meest voorkomende hartritmestoornis. Met een automatische externe defibrillator (AED), een apparaat dat op veel publieke plaatsen aanwezig is, kan door een getrainde leek een elektrische schok worden afgegeven waardoor het hartritme weer op gang kan komen. Goede basale reanimatie, beademing en massage blijft van groot belang indien het ritme na een schok niet herstelt.
Cirkeltachycardieën
Hierbij dooft het depolarisatiefront niet uit maar start, op een bepaald punt gekomen, een nieuwe depolarisatiegolf. Het hart gaat snel en regelmatig kloppen, soms met zeer hoge snelheid. Het onderscheid met fibrilleren is dat het hier een regelmatig pad betreft.
Boezemflutter
In de boezem passeren ca. 300 slagen per minuut. De AV-knoop kan dit niet aan en geeft er meestal maar 1 op 2 door, zodat de patiënt een permanente hartfrequentie van ca. 150/min. heeft of hij of zij zich inspant of niet. Kan spontaan converteren naar een sinusritme of overgaan in boezemfibrilleren.
AV-nodale tachycardie
Binnen in de AV-knoop is een cirkel ontstaan. De patiënt heeft een tachycardie van vaak tussen 180 en 220/min. De meeste mensen worden hierbij kortademig. Door intraveneus gespoten medicamenten (adenosine) of door elektrische cardioversie is dit meestal goed te verhelpen.
Re-entrytachycardie (syndroom van Wolff-Parkinson-White)
Hierbij bestaat er een abnormaal geleidend pad naast de AV-knoop waardoor een depolarisatie van de kamers teruggeleid kan worden naar de boezems. Hierdoor ontstaan aanvallen van een snelle niet variërende hartslag waarbij de patiënt (vaak jong) kortademig en moe kan worden. Soms is op het ecg ook een afwijking te zien op momenten dat er wel een normaal hartritme bestaat, de zgn. deltagolf, die een vroege depolarisatie van een verkeerd deel van de ventrikel via de extra bundel aangeeft. Medicamenteus kan de geleiding worden vertraagd; ook is het tegenwoordig vaak mogelijk, door selectief binnen het hart de plaats van de extra geleidende bundel op te zoeken en deze uit te schakelen, een permanente genezing te bewerkstelligen.
Ventrikeltachycardie
Een situatie analoog aan boezemflutter: er bestaat een regelmatig cirkelpad in de ventrikelwand waardoor een zeer hoge kamerfrequentie bestaat met een evenredig verlies aan pompfunctie. Dit is een zeer gevaarlijke toestand omdat zelfs als de pompfunctie hierbij wel voldoende is een spontane overgang naar het fatale ventrikelfibrilleren niet denkbeeldig is.
Tachycardie 'torsade de pointes'
Als ventrikeltachycardie, maar het cirkelpad verplaatst zich volgens een regelmatig patroon zodat het elke 10 of 20 cycli weer op hetzelfde punt begint. Op het ecg een karakteristiek beeld van langzaam en regelmatig groter en weer kleiner wordende spanningsuitslagen.